# アレクサンドル・ベッカー

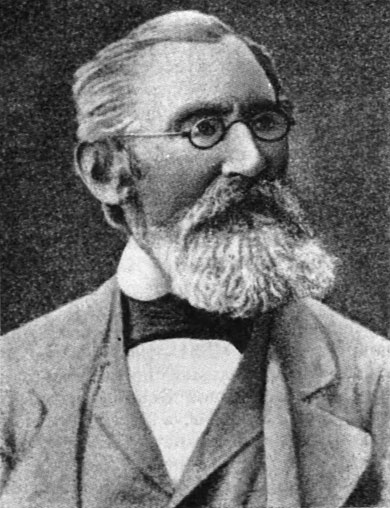
アレクサンドル・ベッカー

アレクサンドル・ベッカー（ロシア語: Алекса́ндр Каспа́рович Бе́ккер, ラテン文字転写: Alexander Kasparovich Bekker、1818年8月30日 - 1901年4月3日）は極東ロシア出身の植物学者、昆虫学者である。極東ロシアの植物、昆虫を収集した。

## 略歴
極東ロシア、沿海地方のSareptaに生まれた。1832年に学校を出た後、1836年までサンクトペテルブルクやモスクワにでて、商店で働くが1837年にSareptaに戻って音楽の教師となった。1842年に健康の問題でその仕事をやめた。ボルガ地域の植物調査に訪れていたカール・クラウスの影響を受けて、植物や昆虫の研究をはじめ、収集を行った。ベッカーの収集した標本は、サンクトペテルブルク科学アカデミーの植物学研究所（現コマロフ植物研究所）やロシアの大学、博物館、国外の収集家のコレクションなどに残されている。自らも20種の新種生物（植物、昆虫）を記載した。
モスクワの博物学者協会紀要（Московском бюллетене общества естествознани）に論文を発表し、モスクワ自然科学協会（Московского общества испытателей природы）、ロシア園芸協会、ロシア昆虫学会などの会員を務めた。

## 著作
- Collection of information on the flora of Central Russia, (Сборник сведений о флоре средней России),Moscow, 1886